# Papleux
 Papleux  es una población y comuna francesa, en la región de Picardía, departamento de Aisne, en el distrito de Vervins y cantón de La Capelle.

## Demografía
| 134 | 104 | 72 | 91 | 91 | 118 |
| Para los censos de 1962 a 1999 la población legal corresponde a la población sin duplicidades (Fuente: INSEE [Consultar]) |     |    |    |    |     |